# Расстройство поведения
Расстройство поведения (РП) — психическое расстройство, при котором наблюдаются повторяющиеся и длительные проблемы в виде нарушения социальных норм и основных прав других людей. Они могут включать агрессию по отношению к окружающим, уничтожение имущества и кражу. Эти проблемы настолько серьёзны, что могут привести к значительным нарушениям психики. Осложнения могут включать СДВГ, злоупотребление психоактивными веществами и самоубийство.
Факторы риска включают в себя уровень интеллекта ниже среднего, родительское неприятие, насилие над ребёнком, наличие группы сверстников с похожими проблемами и семейный анамнез этого заболевания. Для постановки диагноза применяют поведенческую диагностику, основанную на описании поведения человека. Выделяют несколько типов расстройства в зависимости от времени его возникновения — до или после десятилетнего возраста. Часто это заболевание является предвестником антисоциального расстройства личности, которое по определению не диагностируется до 18 лет.
Лечение может включать родительское обучение, обучение управлению гневом, индивидуальное консультирование и поддержку со стороны школы. Сопутствующие психические заболевания могут контролироваться с помощью лекарственных средств. Исходы могут быть разными, и убедить людей согласиться на лечение может быть сложно.
Расстройство поведения встречается примерно у 2-10 % населения. Диагностические интервью (например, K-SADS-PL, DAWBA) показывают более низкие уровни распространённости — 0,4% и 0,7% соответственно, скрининговые инструменты (например, SDQ) дают более высокие оценки — до 10% и 16%. По оценкам, в 2013 году от этого заболевания страдало 51,1 миллиона человек во всем мире. Мужчины страдают чаще, чем женщины. Хотя заболевание обычно начинается в детстве, оно может продолжаться и во взрослом возрасте. Это состояние было включено в DSM-II в 1968 году.